# Vitor Belfort
Pour les articles homonymes, voir Belfort (homonymie).
Vítor Vieira Belfort, né le 1er avril 1977 à Rio de Janeiro surnommé The Phenom, est un pratiquant Brésilien de jiu-jitsu brésilien et d'arts martiaux mixtes (MMA).
Il a notamment été quatre fois champion du monde de jiu-jitsu brésilien et une fois champion des poids mi-lourds de l'UFC. Il a également remporté le tournoi des poids lourds de l'UFC 12.

## Parcours en arts martiaux mixtes

### Ultimate Fighting Championship
Vitor Belfort commence sa carrière dans les arts martiaux mixtes à 19 ans. Pour son tout premier combat, il défait son adversaire Jon Hess en seulement douze secondes par KO.
Grâce à cette victoire, il obtient le surnom The Phenom,
et participe au tournoi des poids lourds organisé par l'Ultimate Fighting Championship (UFC) lors de l'UFC 12, le 7 février 1997.
Après deux KO expéditifs face à Tra Telligman et Scott Ferrozzo, il devient le plus jeune vainqueur d'un combat au sein de l'UFC, et à fortiori, vainqueur d'un titre de champion au sein de cette même organisation.
Trois mois plus tard, il inflige la même sanction à Tank Abbott, l'une des star de l'organisation, en combat de gala de l'UFC 13.
Son match suivant est organisé contre le vainqueur du tournoi des poids lourds de l'UFC 13, Randy Couture. Favori, Belfort est pourtant dominé par Couture qui l'épuise avec des amenées au sol et ground and pound. L'arbitre interrompt le combat après un peu plus de huit minutes. Belfort subit ainsi la première défaite de sa carrière, par KO technique (TKO).
Après une victoire par soumission (clé de bras) sur Joe Charles, Vitor affronte Wanderlei Silva, autre jeune Brésilien prometteur qui fait ses débuts à l'UFC. Il lui suffit de 44 secondes pour vaincre son adversaire par TKO, profitant d'une hésitation pour lui asséner une rafale de coups décisive. Après cette victoire, il décide de quitter l'UFC pour rejoindre le Pride Fighting Championships, organisation rivale, qui deviendra quelques années plus tard la plus importante promotion de ce nouveaux sport. 

### Pride Fighting Championships
Son premier combat au sein de la promotion japonaise a lieu lors du Pride 5 en avril 1999. Il affronte Kazushi Sakuraba, lui aussi vainqueur d'un tournoi à l'UFC et étoile montante des MMA nippons. Alors qu'il domine nettement le début du combat, Belfort se fracture la main et se voit obligé de rester dos au sol jusqu'à la fin du temps imparti. Il est ainsi déclaré perdant par décision unanime. Cette défaite crée une tension au sein de son équipe (dirigée par Carlson Gracie) qu'il quitte pour la Brazilian Top Team, toute jeune équipe rivale créée par d'anciens dissidents du clan Gracie.
De juin 2000 à mai 2001, il enchaine quatre victoires face à Gilbert Yvel (décision unanime), Dajiro Mastui (décision unanime), Bobby Southworth (soumission par étranglement arrière) et Heath Herring (décision unanime). Son style semble avoir évolué et il délaisse sa boxe pour une approche plus tactique, se déroulant la plupart du temps au sol. Il décide alors de retourner à l'UFC.

### Retour à l'UFC et champion des poids mi-lourds
Pour son retour à l'UFC en 2002, il est d'abord censé affronter Tito Ortiz lors de l'UFC 33 mais une blessure l'empêche de participer au combat. Finalement, à son retour, il affronte Chuck Liddell à l'UFC 37.5, alors que celui-ci est sur une série de huit victoires consécutives. Après un âpre combat, il perd finalement par décision unanime aux termes des trois rounds. Il se reprend lors de l'UFC 43, en mettant Marvin Eastman KO après une minute de combat.
Son combat suivant, en 2004, est alors une revanche programmée face à Randy Couture, pour le titre de champion des poids mi-lourds de l'UFC qu'il détient. La rencontre n'offre toutefois pas le spectacle attendu. En effet, dès le début, un coup de poing de Belfort blesse et coupe l'œil de Couture, au point que l'arbitre doit arrêter le combat. Belfort remporte alors son premier titre de champion de l'UFC.
Un troisième match entre les deux hommes est arrangé la même année, pour la ceinture de Belfort cette fois-ci. Le combat offre alors un meilleur spectacle, en allant jusqu'à la fin du troisième round. Là, face aux dégâts reçus par Belfort, le médecin préfère demander l'arrêt du combat et Couture regagne ainsi son titre.
Son combat suivant est prévu en février 2005 contre Tito Ortiz, l'ancien champion des poids mi-lourds durant quatre ans. Le combat commence bien pour Belfort, qui brise rapidement le nez d'Ortiz et domine le premier et le début du deuxième round. Néanmoins, il est mis au sol une première fois à la fin du premier round, puis plusieurs fois dans le deuxième round. Après deux rounds épuisants, il est impuissant dans le troisième et s'y fait dominer. Le combat se poursuit jusqu'à la fin des trois rounds, et les juges décident de déclarer Ortiz vainqueur par décision partagée, une décision non dénuée de controverse qui sera critiquée par plusieurs combattants.
Il quitte ensuite une nouvelle fois l'UFC.

### Passage dans diverses organisations
Belfort revient alors au Pride FC, où il est défait par soumission par Alistair Overeem après neuf minutes de combat.
Une revanche est organisée au Strikeforce, et Belfort perd une nouvelle fois, cette fois-ci par décision unanime des juges.
En octobre 2006, à nouveau au Pride FC, il affronte l'ancien champion des poids moyens de l'organisation, Dan Henderson. Il est également battu sur décision unanime, à l'issue des trois rounds. Une controverse naît après le combat, à la suite de la découverte chez Belfort d'un taux de testostérone anormalement élevé dû à un traitement post-opératoire. Il est sanctionné par une suspension de neuf mois et une amende de 10 000 dollars infligées par la commission athlétique du Nevada.
Belfort retourne sur le ring en rejoignant l'organisation Cage Rage, où il bat par KO l'Italien Ivan Serati, avant d'obtenir le titre de champion des poids mi-lourds du Cage Rage en battant James Zikic par décision unanime, malgré une main cassée qui l'a empêché de réaliser une performance complète.
Il bat ensuite Terry Martin et Matt Lindland dans deux galas organisés par la nouvelle promotion américaine Affliction Entertainment, avant de signer de nouveau avec l'UFC.

### Retour à l'UFC chez les poids moyens

#### Première course au titre

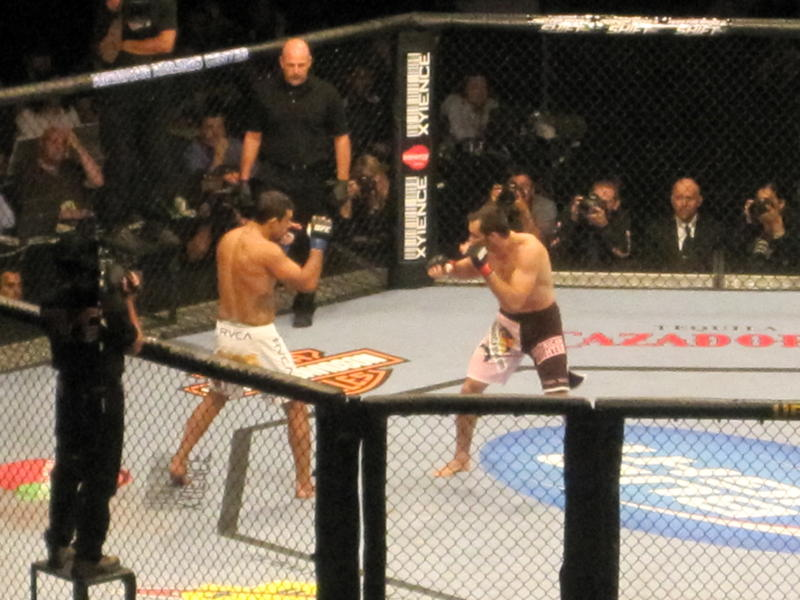
Rich Franklin et Vitor Belfort dans l'Octogone lors de l'.

Pour son retour au sein de l'organisation américaine, Vitor Belfort affronte l'ancien champion des poids moyens de l'UFC, Rich Franklin dans un combat à poids intermédiaire à 195 lb (89 kg), en tête d'affiche de l'UFC 103 du 19 septembre 2009.
Après un moment d'observation, Belfort assomme Franklin avec un coup de poing du gauche et continue ensuite les coups pour remporter la victoire par TKO dès la première reprise.
Il remporte à cette occasion la distinction du KO de la soirée.
Dana White annonce ensuite Belfort comme aspirant numéro un au titre de champion des poids moyens détenu par Anderson Silva. Si le combat est plusieurs fois repoussé, du fait de blessures touchant les deux combattants, il se déroule finalement le 5 février 2011 à l'occasion de l'UFC 126. Après trois minutes d'observation, Belfort reçoit un coup de pied direct en plein menton qui le sonne immédiatement. Il perd ce combat par KO et rate sa chance pour la ceinture.

#### Seconde course au titre
Il revient à l'occasion de l'UFC 133 où il affronte Yoshihiro Akiyama. Malgré la découverte d'une hépatite A chez Belfort durant sa préparation, cela ne l'empêche pas de mener son combat à bien et de remporter la victoire par KO, après un peu moins de deux minutes de combat.
Il combat ensuite le 14 janvier 2012, à l'occasion de l'UFC 142, et défait Anthony Johnson par soumission en étranglement arrière.
Belfort devait par la suite affronter Alan Belcher lors de l'UFC 153. Néanmoins, à cause de l'absence d'adversaire pour affronter le champion des poids mi-lourds, Jon Jones, un combat lui est proposé contre ce dernier, et malgré un temps de préparation court, Belfort accepte. Le 13 octobre 2012, à l'occasion de l'UFC 152, il affronte donc Jones pour sa ceinture dans un combat à rebondissement. Alors qu'il est l'outsider de ce combat, Belfort est à deux doigts de passer une clé de bras au champion, manquant de peu une soumission dès le premier round, à la surprise générale. Néanmoins, Jones réussit à se sortir du piège, blessé au bras, et finit par l'emporter par soumission (americana) au début du 4e round.
Belfort retourne en poids moyen et combat contre Michael Bisping lors de l'UFC on FX 7, avec l'enjeu pour Bisping de devenir aspirant numéro un pour la ceinture en cas de victoire sur le Brésilien. Belfort gagne par TKO dans le second round, grâce à un coup de pied haut suivi de coups de poing. Il remporte le bonus du KO de la soirée et se replace dans la course au titre.
Mi-février, Belfort est annoncé contre Luke Rockhold, dernier champion des poids moyens du Strikeforce, en tête d'affiche de l'UFC on FX 8 au Brésil.
Avant ce combat, l'annonce de l'autorisation à Belfort d'un recours à une thérapie de remplacement de testostérone (TRT) par la commission athlétique brésilienne fait réagir Rockhold et la presse.
L'Américain considère alors son adversaire comme un « tricheur »,
mais ne refuse pas l'affrontement.
Les deux hommes se rencontrent alors le 18 mai 2013 et Rockhold perd dès le premier round après avoir été envoyé au tapis sur un coup de pied retourné à la tête.
Il obtient à nouveau la distinction du KO de la soirée.
À la suite de ce combat, certaines rumeurs évoquent un match truqué mettant en cause un léger signe de tête de Rockhold fait avant de recevoir le coup de pied. Cette hypothèse peu vraisemblable est rapidement démenti par l'intéressé,.
Son combat suivant l'oppose à nouveau à Dan Henderson
après une première confrontation en 2006 remporté par décision unanime par l'Américain.
Le combat a lieu au Brésil le 9 novembre 2013 en vedette de l'UFC Fight Night 32 et se déroule dans la catégorie des poids mi-lourds. Rapidement, Belfort envoie un puissant uppercut du gauche qui fait s'écrouler le vétéran. Henderson parvient à se relever mais c'est alors qu'il reçoit un coup de pied haut qui l'envoie de nouveau au tapis. L'arbitre arrête alors le combat après un peu plus d'une minute dans le premier round. Vitor Belfort obtient le bonus du KO de la soirée pour la 3e fois consécutive en infligeant son premier KO à Dan Henderson en seize ans de carrière.

#### Changement de législation sur le dopage
Ses dernières performances lui permettent d'obtenir un combat pour la ceinture de champion. Au début de février 2014, Belfort est annoncé comme le prochain prétendant au titre poids moyens face au nouveau champion Chris Weidman, en tête d'affiche de l'UFC 173, le 24 mai 2014 à Las Vegas.
Cependant, la polémique sur les dérogations accordées pour les TRT enfle à l'approche du combat. Belfort, alors utilisateur de ce procédé depuis deux ans risque de ne pas se voir accorder cette exemption par la commission athlétique du Nevada.
Son contrôle positif aux stéroïdes anabolisants en 2006 ne plaide pas en sa faveur. Le 27 février 2014, la commission vote à l'unanimité le bannissement définitif des TRT en ne délivrant désormais plus aucune autorisation.
Belfort se retire alors du combat expliquant avoir besoin de plus de temps pour se préparer à une telle échéance avec ces nouvelles règles. Lyoto Machida est alors choisi pour le remplacer.
Fin mai, Wanderlei Silva ne se présente pas aux tests médicaux lui permettant d'obtenir une autorisation pour combattre et est alors évincé du programme de l'UFC 175 face à Chael Sonnen. C'est alors Belfort qui est choisi pour le remplacer lors de cet événement du 5 juillet 2014 à Las Vegas
malgré quelques doutes sur la possibilité pour lui aussi d'obtenir une autorisation après un récent contrôle antidopage présentant encore un taux de testostérone trop élevé. Mais c'est un contrôle positif de Sonnen qui annule la rencontre.

#### Combat pour le titre des poids moyens
Il retrouve finalement une occasion de ravir le titre des poids mi-lourds de l'UFC, programmé pour affronter le champion Chris Weidman lors de l'UFC 181, le 6 décembre à Las Vegas.
Le combat est cependant bientôt repoussé à l'UFC 184 du 28 février 2015 à la suite d'une blessure de l'Américain, puis annulé lorsque le champion se blesse une seconde fois.
La rencontre a finalement bien lieu le 23 mai 2015, en second combat principal de l'UFC 187.
Belfort envoie de nombreux coups au champion en début de match mais ce dernier ne tombe pas. Weidman reprend ensuite la main en amenant le Brésilien au sol, il réussit alors à passer en position montée et assener des coups de poing qui finissent par lui offrir la victoire par TKO en un peu moins de trois minutes dans la première reprise.

#### Troisième course au titre
C'est ensuite une troisième rencontre face à Dan Henderson qui est programmée en vedette de l'UFC Fight Night 77 du 7 novembre 2015, à Rio de Janeiro.
Comme lors de leur précédent combat en novembre 2013, Belfort prend rapidement le dessus et remporte la victoire par KO dès la première reprise. Le Brésilien assomme Henderson d'un coup de pied à la tête et enchaine avec quelques coups de poing sur son adversaire au sol pour ressortir vainqueur en un peu plus de deux minutes. Il remporte également l'un des quatre bonus de performance de la soirée distribué ce jour-là.
Le 19 janvier 2016, l'UFC annonce officiellement l’affrontement entre Vitor Belfort et Ronaldo Souza comme combat principal de l'UFC Fight Night 87, qui se déroulera au Brésil le 14 mai 2016. Un combat qui pourrait déterminer le prochain aspirant au titre des poids moyens, Belfort étant à ce moment-là classé 3e de la division, alors que Souza se hisse lui à la seconde place. Vitor Belfort perd ce combat à 4:38 du premier round, par TKO, sur coups de poing. 
Belfort revient le 8 octobre 2016, dans le cadre de l'UFC 204. Il est opposé au néerlandais Gerard Mousasi, qui le bat par TKO au second round. Il est de nouveau programmé le 11 mars 2017, à l'UFC Fight Night, où il est de nouveau défait par TKO sur coups de poing, au premier round, face à Kevin Gastelum.
Le 3 juin 2017, il fait face à Nate Marquardt. Belfort remporte le combat à la décision, ce qui constitue son premier combat allant à son terme depuis près d'une décennie.

#### Dernier combat en MMA et départ de l'UFC
Le 12 mai 2018, dans le cadre de l'UFC 224, Vitor Belfort perd par KO face à Lyoto Machida.
Il annonce à la suite de cette défaite sa décision d'arrêter les arts martiaux mixtes.
Cependant, en décembre de la même année, son retour et sa signature auprès du ONE Championship sont annoncés. Un combat face à Alain Ngalani est prévu mais plusieurs fois repoussé avant d'être simplement annulé.

## Parcours en boxe anglaise
En juillet 2019, Vitor Belfort prévoit finalement une exhibition en boxe anglaise face à Oscar de la Hoya. De la Hoya étant positif au Covid-19, Belfort affronte finalement Evander Holyfield.
Belfort bat Holyfield par KO technique dès le premier round.

## Palmarès en arts martiaux mixtes
| 39 combats     | 25 victoires | 14 défaites |
| Par KO         | 18           | 7           |
| Par soumission | 3            | 2           |
| Sur décision   | 4            | 5           |

| Résultat | Record | Adversaire        | Méthode                                                 | Événement                                | Date              | Round | Temps | Lieu                                   | Notes                                                                                 |
| -------- | ------ | ----------------- | ------------------------------------------------------- | ---------------------------------------- | ----------------- | ----- | ----- | -------------------------------------- | ------------------------------------------------------------------------------------- |
| Défaite  | 25-14  | Kelvin Gastelum   | TKO (coups de poing)                                    | UFC Fight Night: Belfort vs. Gastelum    | 11 mars 2017      | 1     | 3:52  | Fortaleza, Ceará, Brésil               |                                                                                       |
| Défaite  | 25-13  | Gegard Mousasi    | TKO (coups de poing)                                    | UFC 204: Bisping vs. Henderson 2         | 8 octobre 2016    | 2     | 2:43  | Manchester, Angleterre                 |                                                                                       |
| Défaite  | 25-12  | Ronaldo Souza     | TKO (coups de poing)                                    | UFC 198: Werdum vs. Miocic               | 14 mai 2016       | 1     | 4:38  | Curitiba, Brésil                       |                                                                                       |
| Victoire | 25-11  | Dan Henderson     | KO (coups de poing)                                     | UFC Fight Night: Belfort vs. Henderson 3 | 7 novembre 2015   | 1     | 2:07  | São Paulo, Brésil                      | Performance de la soirée.                                                             |
| Défaite  | 24-11  | Chris Weidman     | TKO (coups de poing)                                    | UFC 187: Johnson vs. Cormier             | 23 mai 2015       | 1     | 2:53  | Las Vegas, Nevada, États-Unis          | Pour le titre des poids moyens de l'UFC.                                              |
| Victoire | 24-10  | Dan Henderson     | KO (coup de pied à la tête)                             | UFC Fight Night: Belfort vs. Henderson   | 9 novembre 2013   | 1     | 1:17  | Goiânia, Brésil                        | Combat en poids mi-lourd. KO de la soirée.                                            |
| Victoire | 23-10  | Luke Rockhold     | KO (coup de pied circulaire retourné et coups de poing) | UFC on FX: Belfort vs. Rockhold          | 18 mai 2013       | 1     | 2:32  | Jaraguá do Sul, Brésil                 | KO de la soirée.                                                                      |
| Victoire | 22-10  | Michael Bisping   | TKO (coup de pied à la tête et coups de poing)          | UFC on FX: Belfort vs. Bisping           | 19 janvier 2013   | 2     | 1:27  | Sao Paulo, Brésil                      | KO de la soirée.                                                                      |
| Défaite  | 21-10  | Jon Jones         | Soumission (americana)                                  | UFC 152: Jones vs. Belfort               | 22 septembre 2012 | 4     | 0:54  | Toronto, Ontario, Canada               | Pour le titre des poids mi-lourds de l'UFC.                                           |
| Victoire | 21-9   | Anthony Johnson   | Soumission (étranglement arrière)                       | UFC 142: Aldo vs. Mendes                 | 14 janvier 2012   | 1     | 4:49  | Rio de Janeiro, Brésil                 | Combat en poids intermédiaire à 197 lb (90 kg) ; Johnson ne fait pas le poids requis. |
| Victoire | 20-9   | Yoshihiro Akiyama | KO (coups de poing)                                     | UFC 133: Evans vs. Ortiz                 | 6 août 2011       | 1     | 1:52  | Philadelphie, Pennsylvanie, États-Unis | KO de la soirée.                                                                      |
| Défaite  | 19-9   | Anderson Silva    | KO (front kick et coups de poing)                       | UFC 126: Silva vs. Belfort               | 5 février 2011    | 1     | 3:25  | Las Vegas, Nevada, États-Unis          | Pour le titre des poids moyens de l'UFC.                                              |
| Victoire | 19-8   | Rich Franklin     | TKO (coups de poing)                                    | UFC 103: Franklin vs. Belfort            | 19 septembre 2009 | 1     | 3:02  | Dallas, Texas, États-Unis              | Combat en poids intermédiaire à 195 lb (89 kg). KO de la soirée.                      |
| Victoire | 18-8   | Matt Lindland     | KO (coups de poing)                                     | Affliction: Day of Reckoning             | 24 janvier 2009   | 1     | 0:37  | Anaheim, Californie, États-Unis        |                                                                                       |
| Victoire | 17-8   | Terry Martin      | KO (coups de poing)                                     | Affliction: Banned                       | 19 juillet 2008   | 2     | 3:22  | Anaheim, Californie, États-Unis        | Début en poids moyen.                                                                 |
| Victoire | 16-8   | James Zikic       | Décision unanime                                        | CR 23: Unbelievable                      | 22 septembre 2007 | 3     | 5:00  | Londres, Angleterre                    | Remporte le titre des poids mi-lourds du Cage Rage.                                   |
| Victoire | 15-8   | Ivan Serati       | TKO (coups de poing)                                    | CR 21: Judgement Day                     | 21 avril 2007     | 1     | 3:47  | Londres, Angleterre                    |                                                                                       |
| Défaite  | 14-8   | Dan Henderson     | Décision unanime                                        | Pride 32: The Real Deal                  | 21 octobre 2006   | 3     | 5:00  | Las Vegas, Nevada, États-Unis          | Belfort contrôlé avec un taux élevé de testostérone et suspendu 9 mois.               |
| Victoire | 14-7   | Yoshiki Takahashi | KO (coup de poing)                                      | Pride Critical Countdown Absolute        | 1er juillet 2006  | 1     | 0:36  | Saitama, Japon                         |                                                                                       |
| Défaite  | 13-7   | Alistair Overeem  | Décision unanime                                        | Strikeforce: Revenge                     | 9 juin 2006       | 3     | 5:00  | San José, Californie, États-Unis       |                                                                                       |
| Victoire | 13-6   | Antony Réa        | KO (coups de poing)                                     | CR 14: Punishment                        | 3 décembre 2005   | 2     | 1:30  | Londres, Angleterre                    |                                                                                       |
| Défaite  | 12-6   | Alistair Overeem  | Soumission (étranglement en guillotine)                 | Pride Total Elimination 2005             | 23 avril 2005     | 1     | 9:36  | Osaka, Japon                           |                                                                                       |
| Défaite  | 12-5   | Tito Ortiz        | Décision partagée                                       | UFC 51: Super Saturday                   | 5 février 2005    | 3     | 5:00  | Las Vegas, Nevada, États-Unis          |                                                                                       |
| Défaite  | 12-4   | Randy Couture     | TKO (arrêt du médecin)                                  | UFC 49: Unfinished Business              | 21 août 2004      | 3     | 5:00  | Las Vegas, Nevada, États-Unis          | Perd le titre des poids mi-lourds de l'UFC.                                           |
| Victoire | 12-3   | Randy Couture     | TKO (coupure)                                           | UFC 46: Supernatural                     | 31 janvier 2004   | 1     | 0:49  | Las Vegas, Nevada, États-Unis          | Remporte le titre des poids mi-lourds de l'UFC.                                       |
| Victoire | 11-3   | Marvin Eastman    | TKO (coups de genou et coups de poing)                  | UFC 43: Meltdown                         | 6 juin 2003       | 1     | 1:07  | Las Vegas, Nevada, États-Unis          |                                                                                       |
| Défaite  | 10-3   | Chuck Liddell     | Décision unanime                                        | UFC 37.5: As Real As It Gets             | 22 juin 2002      | 3     | 5:00  | Las Vegas, Nevada, États-Unis          |                                                                                       |
| Victoire | 10-2   | Heath Herring     | Décision unanime                                        | Pride 14: Clash of the Titans            | 27 mai 2001       | 3     | 5:00  | Yokohama, Japon                        |                                                                                       |
| Victoire | 9-2    | Bobby Southworth  | Soumission (étranglement arrière)                       | Pride 13: Collision Course               | 25 mars 2001      | 1     | 4:09  | Saitama, Japon                         |                                                                                       |
| Victoire | 8-2    | Daijiro Matsui    | Décision unanime                                        | Pride 10: Return of the Warriors         | 27 août 2000      | 2     | 10:00 | Tokorozawa, Japon                      |                                                                                       |
| Victoire | 7-2    | Gilbert Yvel      | Décision unanime                                        | Pride 9: New Blood                       | 4 juin 2000       | 2     | 10:00 | Nagoya, Japon                          |                                                                                       |
| Défaite  | 6-2    | Kazushi Sakuraba  | Décision unanime                                        | Pride 5                                  | 29 avril 1999     | 2     | 10:00 | Nagoya, Japon                          |                                                                                       |
| Victoire | 6-1    | Wanderlei Silva   | TKO (coups de poing)                                    | UFC Ultimate Brazil                      | 16 octobre 1998   | 1     | 0:44  | São Paulo, Brésil                      | Début en poids mi-lourd.                                                              |
| Victoire | 5-1    | Joe Charles       | Soumission (clé de bras)                                | UFC Ultimate Japan                       | 21 décembre 1997  | 1     | 8:16  | Yokohama, Japon                        |                                                                                       |
| Défaite  | 4-1    | Randy Couture     | TKO (coups de poing)                                    | UFC 15: Collision Course                 | 17 octobre 1997   | 1     | 8:16  | Bay St. Louis, Mississippi, États-Unis | Pour déterminer l'aspirant no 1 au titre des poids lourds de l'UFC.                   |
| Victoire | 4-0    | Tank Abbott       | TKO (coups de poing)                                    | UFC 13: The Ultimate Force               | 30 mai 1997       | 1     | 0:52  | Augusta, Géorgie, États-Unis           |                                                                                       |
| Victoire | 3-0    | Scott Ferrozzo    | TKO (coups de poing)                                    | UFC 12: Judgement Day                    | 7 février 1997    | 1     | 0:43  | Dothan, Alabama, États-Unis            | Remporte le tournoi des poids lourds de l'UFC 12.                                     |
| Victoire | 2-0    | Tra Telligman     | TKO (coupure)                                           | UFC 12: Judgement Day                    | 7 février 1997    | 1     | 1:17  | Dothan, Alabama, États-Unis            | Demi-finale du tournoi des poids lourds de l'UFC 12.                                  |
| Victoire | 1-0    | Jon Hess          | KO (coups de poing)                                     | SuperBrawl 2                             | 11 octobre 1996   | 1     | 0:12  | Honolulu, Hawaï, États-Unis            |                                                                                       |